# Les Cobayes (film, 2020)
Pour les articles homonymes, voir Les Cobayes (homonymie).
Pour plus de détails, voir Fiche technique et Distribution.
Les Cobayes est une comédie française réalisée par Emmanuel Poulain-Arnaud, sortie en 2020.  

## Fiche technique
- Réalisation : Emmanuel Poulain-Arnaud
- Scénario : Emmanuel Poulain-Arnaud et Noé Debré
- Directeur de la photographie : Thomas Rames
- Chef monteur : Florence Bresson
- Chef décorateur : Michel Carmona
- Musique : Glabs
- Producteurs : Gaëlle Mareschi et Victor Hadida
- Sociétés de production : Fluxus Films, Davis Films
- Société de distribution : Metropolitan Filmexport
- Pays d'origine :  France
- Langue originale : français
- Format : couleur
- Genre : comédie
- Durée : 78 minutes
- Date de sortie : 
  - 29 août 2020 (Festival du film francophone d'Angoulême)
  - 10 novembre 2021 (Diffusion sur OCS Max[2]), 6 janvier 2022 (en DVD)

## Distribution
- Thomas Ngijol : Adam
- Judith Chemla : Charlotte
- Joséphine Draï : Gaëlle
- Dominique Valadié : Docteur Mangin
- Stephan Wojtowicz : Jean-Luc
- Agustín Galiana : Nacho
- Rudy Milstein : Bruno
- Thomas VDB : Yannick

## Sortie
La première du film a lieu au Festival du film francophone d'Angoulême le 29 août 2020. La sortie du film était programmée le 25 novembre 2020 par son distributeur, Metropolitan Filmexport. À la suite de la fermeture des cinémas en raison de l'épidémie de Covid-19, la sortie est repoussée au 27 janvier 2021. Mais la sortie doit être une nouvelle fois annulée en raison de la fermeture des salles en France. Finalement, le film est diffusé directement sur OCS Max le 10 novembre 2021 sans sortir en salles. 